# Ioana Zvonaru
Ioana Zvonaru (* 6. Januar 2004 in Bukarest) ist eine rumänische Tennisspielerin.

## Karriere
Zvonaru begann mit sechs Jahren das Tennisspielen. Sie spielt bislang ausschließlich auf der ITF Women’s World Tennis Tour, wo sie bisher einen Einzel- und einen Doppeltitel gewinnen konnte.

## Turniersiege

### Einzel
| Nr. | Datum            | Turnier  | Kategorie | Belag     | Finalgegnerin     | Ergebnis |
| --- | ---------------- | -------- | --------- | --------- | ----------------- | -------- |
| 1.  | 29. Oktober 2023 | Monastir | ITF W15   | Hartplatz | Emmanuelle Girard | 6:4, 6:4 |

### Doppel
| Nr. | Datum         | Turnier  | Kategorie | Belag     | Partnerin             | Finalgegnerinnen            | Ergebnis |
| --- | ------------- | -------- | --------- | --------- | --------------------- | --------------------------- | -------- |
| 1.  | 22. Juli 2023 | Monastir | ITF W15   | Hartplatz | Vanessa Popa Teiușanu | Ella Simmons Belle Thompson | 6:2, 6:3 |

## Privates
Ioana Zvonaru besuchte gemäß ihrem Facebook-Profil die Privatschule Liceul Teoretic National Bucuresti in Bukarest.